# Жаркое лето
Жаркое лето (яп. グリーングリーン гури:н гури:н) — аниме в стиле романтической комедии с элементами эротики, снятое по одноименной эротической игре. Если первые двенадцать серий содержат в себе только фансервис, то в 13 эпизоде «Жаркого лета» присутствуют сцены хентая. Аниме сняла компания Studio Matrix, и оно было показано на каналах TV Saitama и TVK. В России 12 серий телесериала лицензированы компанией «MC Entertainment». Сериал транслировался на телеканале «MTV Россия» в 2005 году.

## Сюжет
Давным-давно один мальчик и одна девочка полюбили друг друга, однако в то время их любовь оказалась запретной, и они не смогли быть вместе. Тогда они пообещали друг другу встретиться вновь, в следующей жизни, и тогда уже не расставаться. Вдали от цивилизации спрятан последний рай для мальчиков — лагерь «Колокольный Звон». И вот для эксперимента в него приезжают девочки. Одна из них, Мидори, перенеслась из другой эпохи к мальчику из лагеря, Юсукэ, чтобы сдержать данное друг другу обещание.

## Персонажи

### Мальчики
Юсукэ Такадзаки — Главный герой, возможно, самый здравомыслящий из всех показанных в сериале юношей. Он дружит с Baka Trio, но не разделяет их извращённые интересы. Несмотря на это, Baka Trio считают Юсукэ членом своей группы и обычно насильно втягивают его в свои действия. Юсукэ и не догадывается, что является перевоплощением любимого Мидори из прошлой жизни. Он ничего не помнит о своей прошлой жизни, поэтому сначала негативно реагирует на появление Мидори, но постепенно его мнение меняется о ней по мере развития событий. После возвращения своих воспоминаний прежняя любовь к Мидори в нём воскресает, но всё оказывается не так просто. Юсукэ ещё влюблён в Футабу Куцуки. Т. о., возникает любовный треугольник между тремя главными героями.
Сэйю: Кэн Такэути
Тадатомо — Очевидный лидер Baka Trio, толстый извращенец в очках, не имеет никакого достоинства и совести. Прибытие красивых девочек в «Колокольный звон», кажется, посылает ему судьба. Он пьёт воду из купальни, в которой девочки недавно купались голышом, так как представляет, что он целует голых девушек. Bacchi является самым комичным героем. В эпизоде № 9 он встречается с медведем из прошлых эпизодов. В этом эпизоде он теряется в лесу после потери Мидори. Он видит медведя, и, по ошибке принимая его за Тайдзо Тэндзина, обнимает его. Медведь неправильно истолковывает его действия, и начинает насиловать Bacchi. Эпизод заканчивается сценой с медведем, насилующим Bacchi, хотя сам акт скрыт кустарником.
Сэйю: Кадзунари Танака
Хикару Итибамбоси — Итибанбоси полагает, что он самый галантный и неотразимый. Он руководствуется книгой «Как завоевать сердце девушки», и хочет испробовать её на новых одноклассницах, но всегда терпит неудачу и выставляет себя дураком. Он менее извращён, чем Baka. Также Итибамбоси влюблён в Футабу Куцуки и пытается завоевать её, но всегда терпит неудачу. Иногда он замечает, что Юсукэ и Футаба очень близки и часто ревнует.
Сэйю: Дзин Домон
Тайдзо Тэндзин — Тэндзин имеет странную мечту. Он мечтает, чтобы Санаэ считала его старшим братом. Пробравшись ночью в её спальню, он нюхает её и одновременно ест рис (аллюзия на слово окадзу (御菜), означающее и «пищу», и «порно»). Молодое тело Санае привлекательно для него, но он боится навредить ей.
Сэйю: Кэндзи Хамада

### Девочки
Мидори Титосэ — Главная героиня, влюблена в Юсукэ. Ей нравится делать что-нибудь для него (она даже заполняет провокационную анкету Baka, а в конце жертвует своей жизнью для спасения Юсукэ). В начальной сцене каждого эпизода сериала рассказывается о двух людях, которые были влюблены, но их любовь в то время была запретной, и они не могли быть вместе. Они обещали друг другу встретиться снова в другой жизни. Её имя означает «зелёная».
Сэйю: Сара Накаяма
Футаба Куцуки — сильная, не испытывающая симпатии к мальчикам девушка. Ей не нравится идея эксперимента по совместному обучению. Футаба чувствует отвращение к проделкам Baka, и постоянно бьёт их после очередной проделки. После того, как Baka оскорбительно подшучивают над ней, она решает уйти из «Колокольного звона», немедленно отправившись на автобусную остановку, но теряется в ночном лесу, однако Юсукэ спасает её. Это проявление доброты, наряду с более ранним положительным впечатлением от Юсукэ, заставляют Футабу влюбиться в Юсукэ. У Футабы есть младшая сестра, Вакаба.
Сэйю: Эрико Фудзимаки
Рэйка Моримура — таинственная девушка, которая знает о связи между Мидори и Юсукэ. Она поглощена историей, предотвращением попыток воссоединения Мидори с Юсукэ. Поводы Рэйки объясняются в конце сериала. Её имя по-японски означает «прекрасный цветок». В отличие от других героев, Рэйка не была персонажем игры Green green. Она была создана как новый герой для сериала.
Сэйю: Кана Уэда
Вакаба Куцуки — младшая сестра Футабы. Она оказывает глубокое уважение к Футабе, обращаясь к ней онээ-сама («старшая сестра»). Вакаба почти всегда носит с собой кактус Тогемуру. Вакаба разговаривает с Тогемурой как с человеком; что является необычным — то, что Тогимура, кажется, тоже способен говорить с Вакабой. Вакаба также использует Тогемуру как устройство гадания, и как оружие для защиты друзей в стиле девушки-волшебницы.
Сэйю: Юкико Маннака
Тигуса Ино — Медсестра в школе — интернате для девочек. В лагере она присматривала за девочками. Baka Trio, особенно Bacchi, восхищаются красотой Тигусы и её грудью пятого размера. Хотя она должна держать девочек подальше от мальчиков, Тигуса очень спокойно оценивает и фактически поощряет флирт девочек с мальчиками.
Санаэ Минами — Подруга Вакабы, Санаэ — слабая и застенчивая девочка, которая едет в «Колокольный звон», потому что её доктора полагают, что свежий воздух будет полезным для её здоровья. Её потребность в лечении выдвинута на первый план в нескольких эпизодах. Санаэ гораздо младше большинства персонажей сериала. Это привлекает внимание Тандзина, который хочет иметь «младшую сестру». К сожалению для Тандзина, его необычные действия только пугают Санае.
Ариса Харуно — Нахальная девочка в очках с плетёными волосами, у которой довольно яркие сексуальные фантазии. Её очевидная роль в сериале — комическая. Несмотря на то, что её большая грудь может делать её привлекательной, её лицо отталкивает.

## Медия

### Игра
Green Green (яп. グリーングリーン Gurīn Gurīn) — японский визуальный роман в жанре эроге, созданный компанией Groover для персональных компьютеров, по мотивам которого был снят аниме сериал. В игре присутствуют элементы комедии и неприличные ситуации, в которые попадают главные герои. По мотивам игры также была выпущена сопутствующая продукция.

### Аниме
До начала трансляции сериала о предстоящем выпуске сообщила Кана Уэда, озвучившая Рэйку. При работе над дизайном персонажа Санаэ между создателями возникли разногласия, переросшие в потасовку. Показ аниме в Японии прошёл в период с 13 июля по 28 сентября 2003 года. Позднее сериал был выпущен на 6 DVD-дисках, каждый из которых содержал 2 серии. В 2006 году лицензию на сериал приобрела компания Media Blasters.

#### Список серий
| Список серий | Список серий                                             | Список серий         |                    |
| № серии      | Название                                                 | Трансляция в Японии  |                    |
| ------------ | -------------------------------------------------------- | -------------------- | ------------------ |
| 1            | Excitement In The Woods «山奥でどっきどき»               | 13 июля 2003 год     | 12 апреля 2005 год |
| 2            | A Fall In The Bath «露天風呂ですってんころりん»          | 20 июля 2003 год     | 13 апреля 2005 год |
| 3            | Hard Times in the Woods «森の中でどっこいしょ»           | 27 июля 2003 год     | 14 апреля 2005 год |
| 4            | Commotion In The Girl's Dormitory «女子寮にてんてこまい» | 3 августа 2003 год   | 15 апреля 2005 год |
| 5            | A Fall In The Nurse's Office «保健室でばたんきゅー»      | 10 августа 2003 год  | 19 апреля 2005 год |
| 6            | Getting Hot In The PE Storeroom «体育倉庫であっちっち»   | 17 августа 2003 год  | 20 апреля 2005 год |
| 7            | Wet At The Pool «プールサイドでびっしょびしょ»           | 24 августа 2003 год  | 21 апреля 2005 год |
| 8            | Morning Bath Fuss «朝風呂ですったもんだ»                 | 31 августа 2003 год  | 22 апреля 2005 год |
| 9            | Rush With The Test Of Courage «肝試しですたこらさっさ»   | 7 сентября 2003 год  | 26 апреля 2005 год |
| 10           | Chaos in the Library «図書室でどったんばったん»          | 14 сентября 2003 год | 27 апреля 2005 год |
| 11           | Fuzzy Fate «運命にふにゃふにゃ»                          | 21 сентября 2003 год | 28 апреля 2005 год |
| 12           | Farewell Kanenone Gakuen «鐘ノ音にサヨウナラ»            | 28 сентября 2003 год | 29 апреля 2005 год |

### Музыка
Вступительная заставка на протяжении всего сериала — Guri Guri, в исполнении Хироми Сато, текст песни — milktub. Закрывающая заставка — "Blue Sky" (яп. 青空 Aozora), в исполнении YURIA, текст песни — milktub. Открывающая и закрывающая песни, фоновая музыка, песни персонажей и онлайн-дорама были записаны и выпущены на трёх CD-дисках: Guri Guri, Kamenone Jam 01 и Kamenone Jam 02.

### OVA
Всего к телесериалу было выпущено два OVA-эпизода. Первый вышел в 2002 году. Он не имеет отношения к сюжету телевизионной серии. Вместо девушек, посещающих «Колокольный Звон», группа мальчиков из лагеря (Юсукэ и другие) прибывают в школу для девушек. OVA не была хорошо принята, поскольку анимация была сочтена низкокачественной.
Также в Японии под общим названием Green Green Character DVD вышло три Character song DVD-диска:
- «Sanae & Wakaba» (19 ноября 2003);
- «Futaba & Chigusa» (17 декабря 2003);
- «Midori & Reika» (21 января 2004).

Каждый DVD включает в себя короткую 8-10 минутную историю в жанре юри, каждая из которых содержит секс или ню сцены с участием двух указанных девушек-персонажей, музыкальное видео для каждым из названных персонажей, а также другие дополнения, в общей сложности занимающие 33-38 минут.
Вторая OVA, названная Жаркое лето - Эролюция (яп. グリーングリーンエロリューションズ, англ. Green Green - Erolutions) была выпущена в 2004 году как тринадцатый и заключительный эпизод в телевизионной серии. Эролюция считается хентаем за две сцены явного секса между Юсукэ и Мидори, а затем Юсукэ и Футабой. Эти эпизоды не были включены в релиз в Соединённых Штатах.

### Лайт-новел
Всего по мотивам аниме было издано четыре тома лайт-новел.
От издательства Yamaguchi Noboru (яп. ヤマグチノボル):
- (яп. グリーングリーン 鐘ノ音ファンタスティック) ISBN 4044246025;
- (яп. グリーングリーン 鐘ノ音スタンド・バイ・ミー) ISBN 4840110255.

От издательства Kuwashima Yoshikazu (яп. 桑島由一):
- (яп. グリーングリーン おとこのこおんなのこ) ISBN 4840108404;
- (яп. グリーングリーン ナイショの同級生) ISBN 4840106738.

## Критика
Терон Мартин на сайте Anime News Network выразил противоречивое мнение о присутствующем в аниме фансервисе. Он посчитал, что аниме «подчас не только несмешное, но и просто ужасающее», однако вместе с тем он назвал фансервис основной причиной, по которой стоит смотреть «Жаркое лето». Определённую привлекательность сериалу придаёт его таинственность. Положительного отзыва удостоился дизайн персонажей и окружения, однако анимация была названа обозревателем слабой стороной аниме. Рецензент также отметил практически полное отсутствие новизны. Музыкальное сопровождение показалось Мартину невпечатлающим.
Диллон Фонт в обзоре Animefringe также говорил об обилии фансервиса и клишированных моментов, которые сочетаются с «чистым, лихорадочным безумием». Он посчитал, что «Жаркое лето» относится к той категории аниме, которые могут существовать только благодаря давно сформировавшимся устоям жанра этти; вместе с тем он назвал сериал запоминающимся.
Обозреватель Джереми А Бирд отрицательно отозвался об аниме-сериале, назвав его «ребяческим, бессмысленным, а подчас даже оскорбительным». Он выразил мнение, что в аниме практически нет сюжета, основные моменты более-менее проясняются только ближе к концу. О персонажах (как о мужских, так и о женских) был оставлен преимущественно негативный отзыв, в качестве исключения критик выделил только Юсукэ и Футабу. Бирд посредственно оценил анимацию, дизайн и музыку; открывающую и закрывающую заставки он посчитал легко запоминающимися. Об OVA обозреватель также оставил неудовлетворительный отзыв, посчитав, что она провалилась и в плане романтической составляющей, и в плане комедии. По его мнению, внедрять в 26-минутный фильм большое количество персонажей было ошибкой, так как отдельным персонажам не уделяется достаточно времени.